# Brian Deese

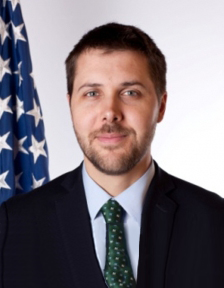
Brian Deese. vor 2015

Brian Christopher Deese (* 17. Februar 1978 in Belmont, Massachusetts) ist ein US-amerikanischer wirtschaftspolitischer Berater. Vom 20. Januar 2021 bis zum 21. Februar 2023 stand er dem National Economic Council, dem wirtschaftspolitischen Beratergremium des US-Präsidenten, vor.

## Leben
Deese erwarb im Jahr 2000 einen Bachelor of Arts in Politikwissenschaften am Middlebury College und 2009 einen Juris Doctor an der Yale Law School. Zwischen 2000 und 2005 arbeitete er für mehrere Think Tanks in Washington, D.C., darunter für die Carnegie Endowment for International Peace und das Center for American Progress.
Für die Präsidentschaftskampagne von Hillary Clinton 2007/2008 war er Chefberater für Wirtschaftspolitik. Nachdem Clinton ihre Kampagne zu Gunsten von Barack Obama beendet hatte, begleitete Deese fortan Obamas Wahlkampf als wirtschaftspolitischer Berater. Nach dessen Wahl zum US-Präsidenten war Deese Teil des Übergangsteams, um Obamas Amtsübernahme vorzubereiten und anschließend als Senior Advisor für ihn tätig. In der Obama-Regierung diente Deese als stellvertretender Direktor des Office of Management and Budget und war der amtierende Direktor des Büros im Sommer 2014. Deese diente auch als stellvertretender Direktor des National Economic Council.
Anschließend war Deese als Global Head of Sustainable Investing bei BlackRock tätig. Er wurde im Jahr 2021 von Präsident Joe Biden zum Direktor des National Economic Council ernannt.
Seit Juli 2023 ist er am Massachusetts Institute of Technology (MIT) tätig.